# Rikarudo Higa
Rikarudo Higa (jap. 比嘉 リカルド Higa Rikarudo; ur. 4 maja 1973) – japoński piłkarz występujący na pozycji pomocnika.

## Kariera klubowa
Od 1992 do 2006 roku występował w klubach Rio Branco, Santa Helena, Roma Apucarana, Yaita SC, Albirex Niigata, Okinawa Kariyushi FC i FC Ryukyu.